# Federico Colbertaldo
Federico Colbertaldo (* 17. Oktober 1988 in Valdobbiadene, Italien) ist ein italienischer Schwimmer.
Seinen ersten großen Erfolg feierte er bei den Schwimmweltmeisterschaften 2007 in Melbourne, als er in 800 m Freistil die Bronzemedaille gewann. Bei den Schwimmweltmeisterschaften 2009 in Rom stellte er in 800 m Freistil mit 7:43,84 min einen neuen Europarekord auf. Bei nationalen Wettbewerben holte er 18 Titel. Er hält den italienischen Rekord in 1500 m Freistil.

## Erfolge
- Kurzbahneuropameisterschaften 2007 in Debrecen – 1500 m Freistil – Bronzemedaille
- Kurzbahneuropameisterschaften 2008 in Rijeka – 1500 m Freistil – Goldmedaille
- Mittelmeerspiele 2009 – 1500 m Freistil – Silbermedaille
- Schwimmweltmeisterschaften 2009 in Rom – 800 m Freistil – Europarekord in 7:43,84 min

| Personendaten    | Personendaten           |
| ---------------- | ----------------------- |
| NAME             | Colbertaldo, Federico   |
| KURZBESCHREIBUNG | italienischer Schwimmer |
| GEBURTSDATUM     | 17. Oktober 1988        |
| GEBURTSORT       | Valdobbiadene           |